# Wilhelm Ludwig Conrad Listemann
Wilhelm Ludwig Conrad Listemann (* 3. September 1832 in Magdeburg; † 2. Mai 1893 ebenda) war Politiker in der Region Magdeburg und Ehrenbürger der Stadt.

## Leben
Listemann wurde als Sohn des Magdeburger Zuckerfabrikanten und Stadtverordneten Friedrich Conrad Listemann geboren. Nach einer juristischen Ausbildung wurde Listemann 1866 für kurze Zeit Mitglied des Magdeburger Magistrats. Schon im Mai dieses Jahres übernahm er jedoch die Funktion des Generaldirektors der Magdeburger Lebensversicherungsgesellschaft.
Im Jahr 1867 gehörte Listemann zu den Mitbegründern der Nationalliberalen Partei in Magdeburg. Ab Februar 1867 war er Mitglied der Stadtverordnetenversammlung, deren Vorsitz er Anfang 1869 übernahm. Dieses Amt übte er über 24 Jahre bis zu seinem Tode 1893 aus.
Ab 1875 war Listemann für die Stadt Magdeburg Abgeordneter im Provinziallandtag der preußischen Provinz Sachsen.
Listemann war auch Vorsitzender des Magdeburger Denkmalvereins. In dieser Funktion oblag ihm am 10. November 1886 die Enthüllung des Lutherdenkmals vor der Sankt-Johannis-Kirche Magdeburg.

## Ehrungen

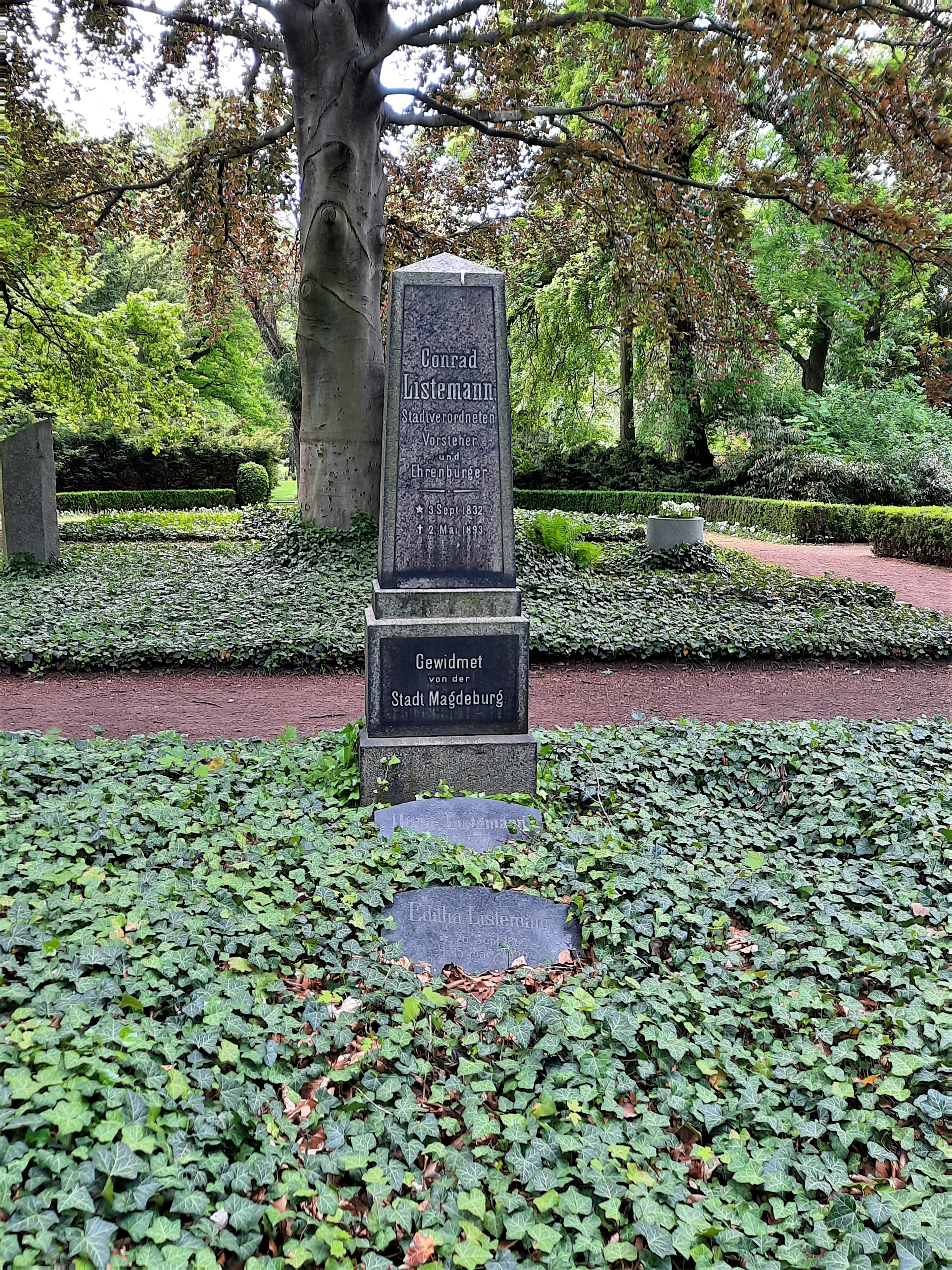
Grab Conrad Listemann

Anlässlich seines 25-jährigen Jubiläums als Stadtverordneter wurde ihm 1892 die Ehrenbürgerwürde der Stadt Magdeburg verliehen.
An sein Wirken erinnert heute die ihm zu Ehren als Listemannstraße benannte Straße in Magdeburg.
Das Grab von Listemann befindet sich auf dem Südfriedhof Magdeburg in einem Rondell mit den Gräbern der Oberbürgermeister Gustav Hasselbach und Friedrich Bötticher sowie des Ehrenbürgers Otto Duvigneau.